# Плазменная резка

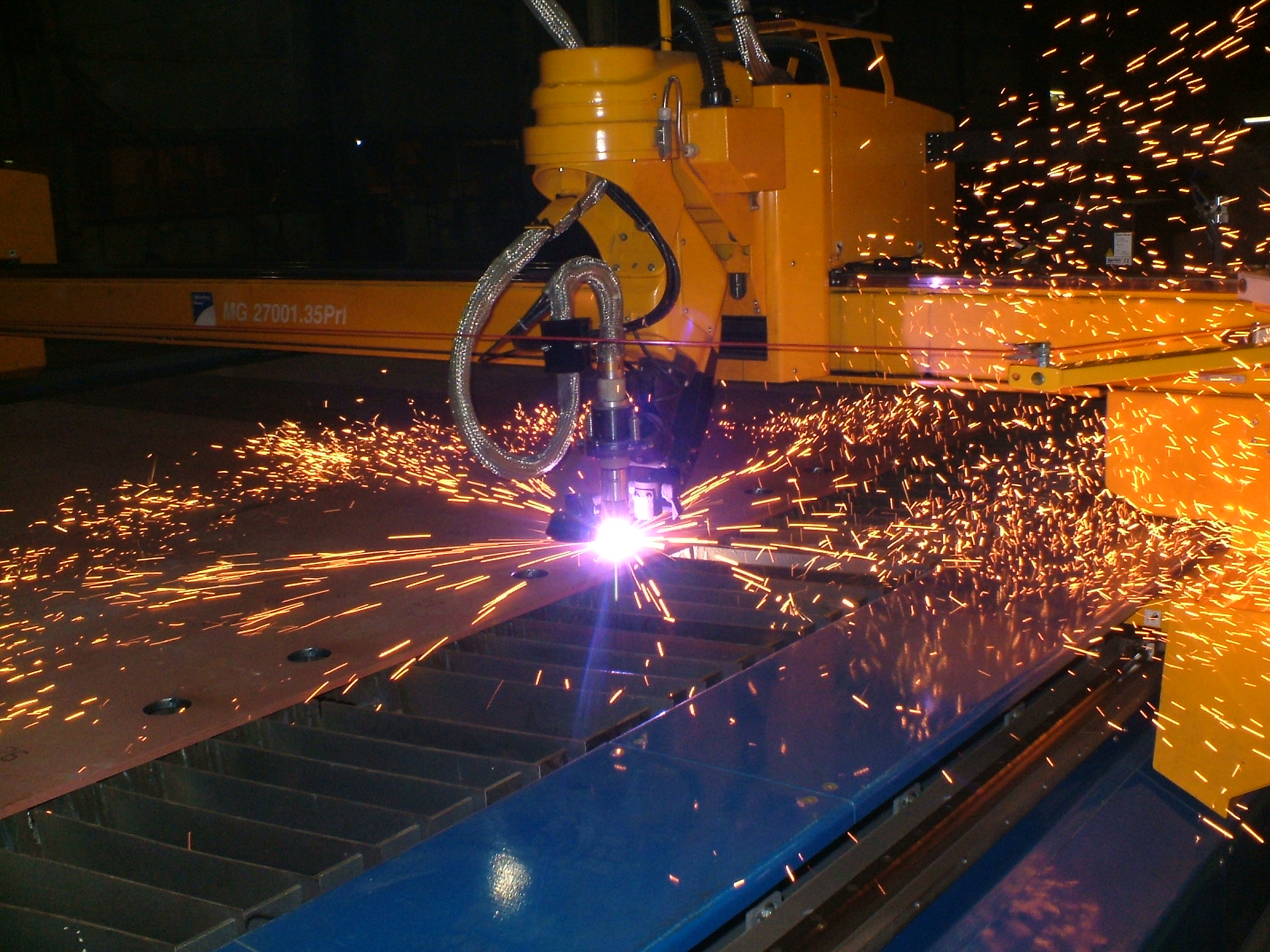
Плазменная резка

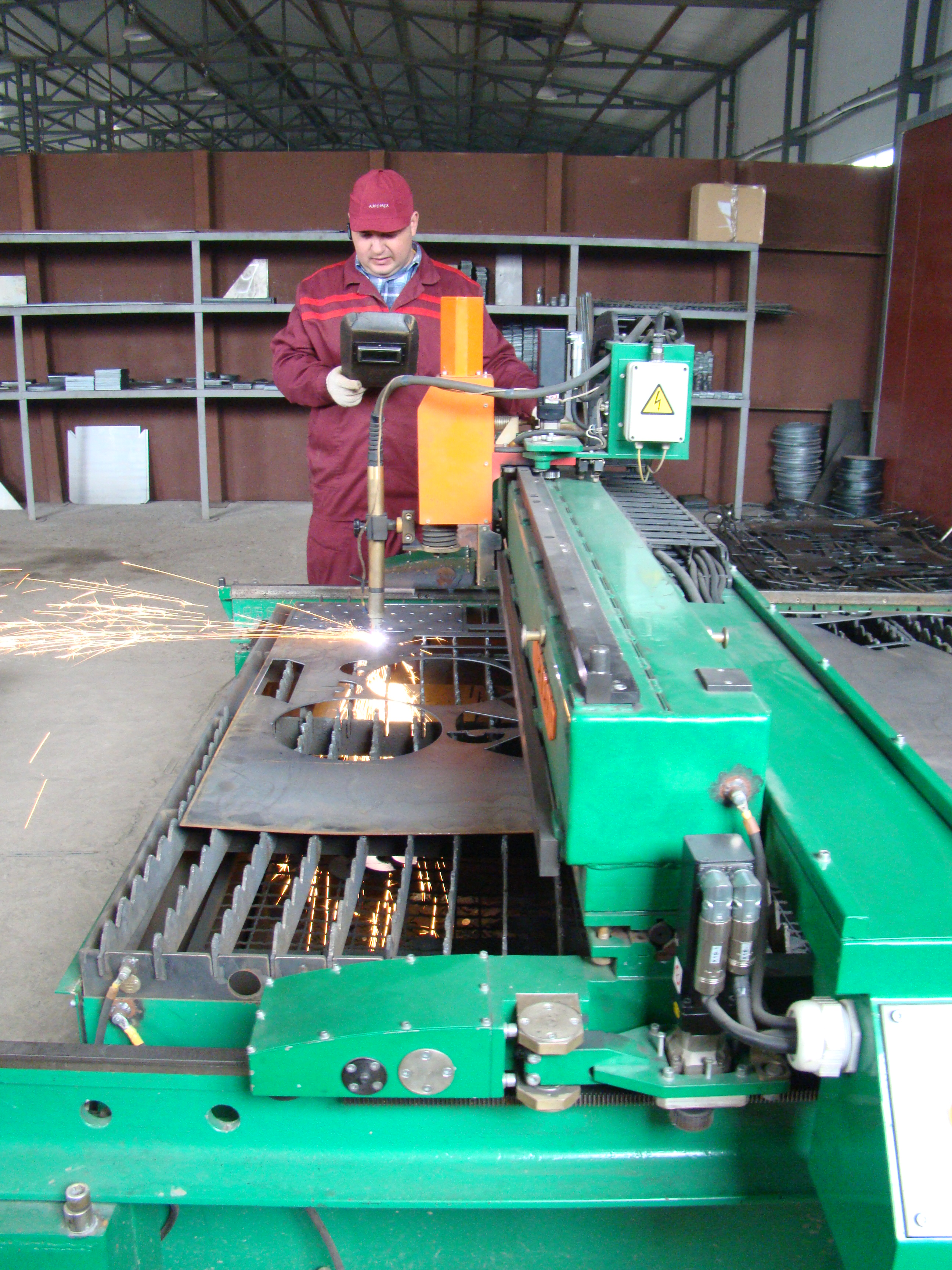
Плазморежущий станок

Плазменная резка — вид плазменной обработки материалов, при котором в качестве режущего инструмента вместо резца используется струя плазмы.

## Принцип работы
Между электродом и соплом аппарата, или между электродом и разрезаемым металлом зажигается электрическая дуга. В сопло подаётся газ под давлением в несколько атмосфер, превращаемый электрической дугой в струю плазмы с температурой от 5000 до 30000 градусов и скоростью от 500 до 1500 м/с. Толщина разрезаемого металла может доходить до 1500 мм.
Первоначальное зажигание дуги осуществляется высоковольтным импульсом или коротким замыканием между анодом и катодом в случае косвенной дуги, и форсункой и разрезаемым металлом в случае прямой дуги. Форсунки охлаждаются потоком газа (воздушное охлаждение) или жидкостным охлаждением. 
Воздушные форсунки как правило надежнее, форсунки с жидкостным охлаждением используются в установках большой мощности и дают лучшее качество обработки.
Используемые для получения плазменной струи газы делятся на активные (кислород, воздух) и неактивные (азот, аргон, водород, водяной пар). Активные газы в основном используются для резки чёрных металлов, а неактивные — цветных металлов и сплавов.

## Преимущества
- обрабатываются любые металлы — черные, цветные, тугоплавкие сплавы и т. д.
- скорость резания малых и средних толщин в несколько раз выше скорости газопламенной резки
- небольшой и локальный нагрев разрезаемой заготовки, исключающий её тепловую деформацию
- высокая чистота и качество поверхности разреза
- безопасность процесса (нет необходимости в баллонах со сжатым кислородом, горючим газом и т. д.)
- возможна сложная фигурная вырезка
- отсутствие ограничений по геометрической форме
- можно использовать для неметаллических изделий
- высокая производительность за счёт высокой скорости резки тонких и средних толщин
- точные и высококачественные резы, часто не требующие дополнительной механической обработки
- сравнительно низкая цена
- при изготовлении простых деталей плазменная резка в 2–3 раза выигрывает у лазерной по скорости